# Критички регионализам
Критички регионализам у архитектури је приступ који тежи да се супротстави универзалности и недостатку значења који се појављује у модерној архитектури користећи се елементима и утицајем околине која доприноси осјећању припадности и значењу. Иако се стил сматра реакцијом на Модерну архитектуру сам стил се користи многим истим модерним доктринама и критичким филозофским приступом. Стил се у многим земљама у развоју сматра посебном формом постмодерне (не исто што и Постмодерна архитектура)
Критички регионализам се разликује од Регионализма који за разлику од Критичког регионализма тежи да оствари један напрема један однос са изворном архитектуром контекста на врло директан начин без универзалне филозофије и за дате доктрине.

## Критички регионалисти
- Алвар Аалто („Alvar Aalto“)
- Кензо Танге („Kenzo Tange“)
- Алваро Сиза („Alvaro Siza“)
- Тедао Андо („Tadao Ando“)
- Свере Фехн („Sverre Fehn“)
- Јухани Паласмаа („Juhani Pallasmaa“)
- Карло Скарпа („Carlo Scarpa“)